# Székely Melinda Gyöngyi
Székely Melinda Gyöngyi (Marosvásárhely, 1962. december 6. –) erdélyi magyar fogorvos, orvosi szakíró, egyetemi tanár.

## Életútja
Középiskolai tanulmányait szülővárosában az Unirea Természettudományi Líceumban végezte 1981-ben. Fogorvosi oklevelét a marosvásárhelyi OGYI Fogorvostudományi Karán (1987), az orvostudomány doktora fokozatot ugyanott szerezte (2002). 1990 januárjától a marosvásárhelyi Fogpótlástani Klinikán gyakornok, 1991-től tanársegéd a Fogászati Propedeutika Tanszéken, ugyanitt 2000-től egyetemi adjunktus, 2004-től egyetemi előadó, 2008-tól egyetemi tanár.

## Munkássága
Kutatási területe a kompozit esztétikus fogkorona restaurációja, a fluorid-prevenció, magatartásorvoslás, az orvosi kommunikáció jelentősége a fogorvos–páciens kapcsolatában, a dohányzás megelőzése és leküzdése. Eredményeit 74 hazai (EME Orvostudományi Értesítő, Transilvania Stomatologică, Stomatologia Mureşeană, Revista Naţională de Stomatologie, Revista de Medicină şi Farmacie – Orvosi és Gyógyszerészeti Szemle) és külföldi (Comm. Dent. Healts., Med. in Evol., Fogorvosi Szemle) folyóiratokban közölte. Több mint 80 hazai és külföldi kongresszuson mutatott be dolgozatot. Tagja több hazai és külföldi tudományos társaságnak: az EME Orvostudományi Szakosztályának (1995), a Romániai Fogorvos Egyesületek Nemzeti Szövetségének (1995), a Magyar Egészségügyi Társaságnak (1999), a Magyarok Nemzetközi Orvostudományi Akadémiájának (1999), az MTA külső köztestületének (2004), a Romániai Fogpótlástani Szövetségnek (2004). Alapító tagja (2005) a Central Eastern European Behavioural Medicine Network testületnek.
Tanulmányúton volt Los Angelesben (1993), Magyarországon (1995 és 2003 között). Társszerzője a Magyar–román–angol fogorvosi szakszótárnak (Kolozsvár, 2003). Összefoglaló munkái közül a társszerzővel írt Erdélyi magyar fogorvostudományi kutatások 1990–2001 a Tánczos Vilmos és Tőkés Gyöngyvér szerkesztette Tizenkét év (Kolozsvár, 2002), a Fogászati propedeutika tanszék Péter Mihálynak Az erdélyi fogorvoslás történetéből (Marosvásárhely, 2006) c. könyvében jelent meg.

## Egyetemi jegyzetei
- Az orvosi kommunikáció szerepe a fogászatban (Marosvásárhely, 2006)
- A fogak és fogívek funkcionális morfológiája (Marosvásárhely, 2008)

## Tankönyvei
- A fogak morfológiája és gnatológiai alapfogalmak (Kolozsvár, 1999)
- Az orvosi kommunikáció szerepe a fogászatban (Marosvásárhely, 2005)
- A fogak és fogívek funkcionális morfológiája (Marosvásárhely, 2007; 2. kiad. Marosvásárhely, 2009)
- Magyar-román-angol fogorvosi szakszótár; többekkel; Scientia, Kolozsvár, 2003 (Sapientia könyvek, 16.)